# John Finn
John Finn (New York, 30 september 1952) is een Amerikaans acteur, vooral bekend door zijn rollen in de televisieprogramma's Cold Case en EZ Streets. Finn heeft ook gastrollen gehad in de films The Hunted (2003), Catch Me If You Can (2002), True Crime (1999), Turbulence (1997), Blown Away (1994), The Pelican Brief (1993) en Glory (1989).
Terugkerende rollen van Finn waren in Dawson's Creek, The Practice, The X-Files, Strange World, NYPD Blue (hij verscheen ook tweemaal bij Blue met verschillende rollen), Chicago Hope en acht afleveringen van South Brooklyn.
Hij studeerde af aan de Eldred Central School in Eldred (New York) in het jaar 1970. Later diende hij een paar jaar bij de marine.